# 細擬魮
細擬魮（学名：Pseudobarbus tenuis）是輻鰭魚綱鯉形目鯉科的其中一個種，分布於非洲南非開普敦Gourits及Keurbooms河流域，體長可達8公分，棲息在水質清澈的高山溪流及水塘，以底棲無脊椎動物為食，繁殖期在夏季。